# Ронсгаузен
Ронсгаузен (нім. Ronshausen) — сільська громада в Німеччині, знаходиться в землі Гессен. Підпорядковується адміністративному округу Кассель. Входить до складу району Герсфельд-Ротенбург.
Площа — 37,65 км2. Населення становить 2328 ос. (станом на 31 грудня 2020).